# NGC 2810
NGC 2810 est une galaxie elliptique située dans la constellation de la Grande Ourse. NGC 2810 a été découverte par l'astronome germano-britannique William Herschel en 1788.

## Caractéristiques
Sa vitesse par rapport au fond diffus cosmologique est de 3 631 ± 9 km/s, ce qui correspond à une distance de Hubble de 53,6 ± 3,8 Mpc (∼175 millions d'al).
À ce jour, cinq mesures non basées sur le décalage vers le rouge (redshift) donnent une distance de 64,760 ± 15,720 Mpc (∼211 millions d'al), ce qui est à l'intérieur des valeurs de la distance de Hubble. Notons cependant que c'est avec la valeur moyenne des mesures indépendantes, lorsqu'elles existent, que la base de données NASA/IPAC calcule le diamètre d'une galaxie et qu'en conséquence le diamètre de NGC 2810 pourrait être d'environ 27,7 kpc (∼90 300 al) si on utilisait la distance de Hubble pour le calculer.
NGC 2810 présente une large raie HI.